# Maerua filiformis
Maerua filiformis är en kaprisväxtart som beskrevs av Emmanuel Drake del Castillo. Maerua filiformis ingår i släktet Maerua och familjen kaprisväxter. Inga underarter finns listade i Catalogue of Life.